# Dinara Safina
Dinara Michailovna Safina (Russisch: Динара Михайловна Сафина) (Moskou, 27 april 1986) is een Tataarse professioneel tennisspeelster uit Rusland. Zij is de zus van de voormalige nummer 1 van de wereld bij de mannen Marat Safin.

## Loopbaan
Safina wist twaalf WTA-toernooien te winnen in het enkelspel – zij was ook twaalfmaal verliezend finaliste. In 2006 bereikte zij de finale van het toernooi van Rosmalen, maar verloor daarin van thuisspeelster Michaëlla Krajicek. Zij won het toernooi wel in het dubbelspel in 2005 met Anabel Medina Garrigues. Zij bereikte de finale in het enkelspel op zowel het Australian Open in 2009 alsook Roland Garros in 2008 en in 2009.
In het dubbelspel won zij negen toernooien op de WTA-tour. Zij bereikte tweemaal de finale op het US Open: zij verloor de finale in 2006 met Katarina Srebotnik, maar won wel in 2007 met Nathalie Dechy. Zij maakte tevens in 2005 deel uit van het Russische Fed Cup-team dat in de finale Frankrijk versloeg. Ook in 2006 en 2008 speelde zij nog op de Fed Cup – zij behaalde een winst/verlies-balans van 5–2.

### 2008
Op 5 juni wist Safina de finale van Roland Garros te bereiken door Svetlana Koeznetsova te verslaan met 6-3 en 6-2, maar die finale verloor zij van Ana Ivanović in twee sets (4-6 en 3-6).
Zij won in augustus ook de zilveren medaille op de Olympische Spelen in Peking na verlies in drie sets (6-3, 5-7 en 3-6) in de finale tegen Jelena Dementjeva.

### 2009
Op 9 januari bereikte zij met haar broer Marat de finale van de Hopman Cup. Deze verloren zij van het Slowaakse koppel Dominika Cibulková en Dominik Hrbatý.
Op 29 januari versloeg Safina Vera Zvonarjova met 6-3 en 7-6 in de halve finales van het Australian Open. In de finale op 31 januari tegen Serena Williams verloor zij met 0-6 en 3-6. Door dit resultaat werd zij de op een na beste speelster ter wereld.
Eind februari kon zij haar nieuw verworven status niet bevestigen: zij verloor meteen haar eerste wedstrijd op het toernooi van Dubai van Virginie Razzano in twee sets.
In maart bereikte zij de kwartfinales op het toernooi van Indian Wells. Hierin moest zij echter de duimen leggen voor Viktoryja Azarenka. Een week later, op het toernooi van Miami, viel het doek voor haar al in de derde ronde. Zij verloor in twee sets van Samantha Stosur: met 1-6 en 4-6.
Op 20 april werd zij voor de eerste keer de nummer één van het vrouwentennis. Hiermee werd zij de 19e tennisspeelster met deze titel. Op Roland Garros bereikte zij voor de tweede maal op rij de finale. Zij verloor deze echter met 4-6 en 2-6 van Svetlana Koeznetsova.

### 2010
Op geen enkel toernooi had Safina aanmerkelijke resultaten. Haar ranglijstpositie zakte dit jaar van nummer 2 naar 63.

### 2011
Tijdens de eerste vier maanden zette de daling zich voort. Na april speelde Safina niet meer.
Op 7 oktober 2011 maakte haar broer, Marat, bekend dat Safina een punt zette achter haar tenniscarrière, wegens haar aanslepende rugblessure. Daags nadien ontkende Safina echter dat zij al een beslissing had genomen.

## Posities op deWTA-ranglijst
Positie per einde seizoen:
| jaar | rang enkelspel | rang dubbelspel |
| ---- | -------------- | --------------- |
| 2001 | 394            | 305             |
| 2002 | 68             | 245             |
| 2003 | 54             | 144             |
| 2004 | 44             | 30              |
| 2005 | 20             | 28              |
| 2006 | 11             | 16              |
| 2007 | 15             | 14              |
| 2008 | 3              | 25              |
| 2009 | 2              | 289             |
| 2010 | 62             | 175             |
| 2011 | 129            | 152             |

## Palmares
| Legenda                | Legenda                  |
| ---------------------- | ------------------------ |
| Grandslamtoernooi      |                          |
| Olympische Spelen      |                          |
| Year-End Championships |                          |
| tot 2009               | 2009 – 2020 / vanaf 2021 |
| Tier I                 | Premier Mandatory        |
| Tier II                | Premier Five / WTA 1000  |
| Tier III               | Premier / WTA 500        |
| Tier IV & V            | International / WTA 250  |
|                        | Challenger / WTA 125     |

### WTA-finaleplaatsen enkelspel
| nr.              | finale     | toernooi        | ondergrond    | tegenstandster       | score          |         |
| ---------------- | ---------- | --------------- | ------------- | -------------------- | -------------- | ------- |
| gewonnen finales |            |                 |               |                      |                |         |
| 1.               | 2002-07-27 | WTA Sopot       | gravel        | Henrieta Nagyová     | 6-3, 4-0, opg. | details |
| 2.               | 2003-07-13 | WTA Palermo     | gravel        | Katarina Srebotnik   | 6-3, 6-4       | details |
| 3.               | 2005-02-13 | WTA Parijs      | tapijt (i)    | Amélie Mauresmo      | 6-4, 2-6, 6-3  | details |
| 4.               | 2005-05-15 | WTA Praag       | gravel        | Zuzana Ondrášková    | 7-6, 6-3       | details |
| 5.               | 2007-01-06 | WTA Gold Coast  | hardcourt     | Martina Hingis       | 6-3, 3-6, 7-5  | details |
| 6.               | 2008-05-11 | WTA Berlijn     | gravel        | Jelena Dementjeva    | 3-6, 6-2, 6-2  | details |
| 7.               | 2008-07-27 | WTA Los Angeles | hardcourt     | Flavia Pennetta      | 6-4, 6-2       | details |
| 8.               | 2008-08-03 | WTA Montréal    | hardcourt     | Dominika Cibulková   | 6-2, 6-1       | details |
| 9.               | 2008-09-21 | WTA Tokio       | hardcourt     | Svetlana Koeznetsova | 6-1, 6-3       | details |
| 10.              | 2009-05-09 | WTA Rome        | gravel        | Svetlana Koeznetsova | 6-3, 6-2       | details |
| 11.              | 2009-05-17 | WTA Madrid      | gravel        | Caroline Wozniacki   | 6-2, 6-4       | details |
| 12.              | 2009-07-26 | WTA Portorož    | hardcourt     | Sara Errani          | 6-7, 6-1, 7-5  | details |
| verloren finales |            |                 |               |                      |                |         |
| 1.               | 2004-10-31 | WTA Luxemburg   | hardcourt (i) | Alicia Molik         | 3-6, 4-6       | details |
| 2.               | 2006-05-21 | WTA Rome        | gravel        | Martina Hingis       | 2-6, 5-7       | details |
| 3.               | 2006-06-24 | WTA Rosmalen    | gras          | Michaëlla Krajicek   | 3-6, 4-6       | details |
| 4.               | 2007-04-15 | WTA Charleston  | gravel        | Jelena Janković      | 2-6, 2-6       | details |
| 5.               | 2008-06-07 | Roland Garros   | gravel        | Ana Ivanović         | 4-6, 3-6       | details |
| 6.               | 2008-06-21 | WTA Rosmalen    | gras          | Tamarine Tanasugarn  | 5-7, 3-6       | details |
| 7.               | 2008-08-17 | O.S. Peking     | hardcourt     | Jelena Dementjeva    | 6-3, 5-7, 3-6  | details |
| 8.               | 2009-01-16 | WTA Sydney      | hardcourt     | Jelena Dementjeva    | 3-6, 6-2, 1-6  | details |
| 9.               | 2009-01-31 | Australian Open | hardcourt     | Serena Williams      | 0-6, 3-6       | details |
| 10.              | 2009-05-03 | WTA Stuttgart   | gravel (i)    | Svetlana Koeznetsova | 4-6, 3-6       | details |
| 11.              | 2009-06-06 | Roland Garros   | gravel        | Svetlana Koeznetsova | 4-6, 2-6       | details |
| 12.              | 2009-08-16 | WTA Cincinnati  | hardcourt     | Jelena Janković      | 4-6, 2-6       | details |

### WTA-finaleplaatsen dubbelspel
| nr.                                 | finale     | toernooi         | ondergrond    | partner                 | tegenstandsters                       | score            |         |
| ----------------------------------- | ---------- | ---------------- | ------------- | ----------------------- | ------------------------------------- | ---------------- | ------- |
| gewonnen finales vrouwendubbelspel  |            |                  |               |                         |                                       |                  |         |
| 1.                                  | 2004-09-26 | WTA Peking       | hardcourt     | Emmanuelle Gagliardi    | Gisela Dulko María Vento-Kabchi       | 6-4, 6-4         | details |
| 2.                                  | 2005-06-18 | WTA Rosmalen     | gras          | Anabel Medina Garrigues | Iveta Benešová Nuria Llagostera Vives | 6-4, 2-6, 7-6    | details |
| 3.                                  | 2006-01-07 | WTA Gold Coast   | hardcourt     | Meghann Shaughnessy     | Cara Black Rennae Stubbs              | 6-2, 6-3         | details |
| 4.                                  | 2006-02-19 | WTA Antwerpen    | tapijt (i)    | Katarina Srebotnik      | Stéphanie Foretz Michaëlla Krajicek   | 6-1, 6-1         | details |
| 5.                                  | 2007-01-06 | WTA Gold Coast   | hardcourt     | Katarina Srebotnik      | Iveta Benešová Galina Voskobojeva     | 6-3, 6-4         | details |
| 6.                                  | 2007-09-09 | US Open          | hardcourt     | Nathalie Dechy          | Chan Yung-jan Chuang Chia-jung        | 6-4, 6-2         | details |
| 7.                                  | 2008-01-05 | WTA Gold Coast   | hardcourt     | Ágnes Szávay            | Yan Zi Zheng Jie                      | 6-1, 6-2         | details |
| 8.                                  | 2008-03-23 | WTA Indian Wells | hardcourt     | Jelena Vesnina          | Yan Zi Zheng Jie                      | 6-1, 1-6, [10-8] | details |
| 9.                                  | 2011-03-06 | WTA Kuala Lumpur | hardcourt     | Galina Voskobojeva      | Noppawan Lertcheewakarn Jessica Moore | 7-5, 2-6, [10-5] | details |
| verloren finales vrouwendubbelspel  |            |                  |               |                         |                                       |                  |         |
| 1.                                  | 2003-01-11 | WTA Canberra     | hardcourt     | Dája Bedáňová           | Tathiana Garbin Émilie Loit           | 3-6, 6-3, 4-6    | details |
| 2.                                  | 2004-01-17 | WTA Sydney       | hardcourt     | Meghann Shaughnessy     | Cara Black Rennae Stubbs              | 5-7, 6-3, 4-6    | details |
| 3.                                  | 2005-01-14 | WTA Hobart       | hardcourt     | Anabel Medina Garrigues | Yan Zi Zheng Jie                      | 4-6, 5-7         | details |
| 4.                                  | 2005-02-13 | WTA Parijs       | tapijt (i)    | Anabel Medina Garrigues | Iveta Benešová Květa Peschke          | 2-6, 6-2, 2-6    | details |
| 5.                                  | 2005-02-20 | WTA Antwerpen    | tapijt (i)    | Anabel Medina Garrigues | Cara Black Els Callens                | 6-3, 4-6, 4-6    | details |
| 6.                                  | 2006-09-10 | US Open          | hardcourt     | Katarina Srebotnik      | Nathalie Dechy Vera Zvonarjova        | 6-7, 5-7         | details |
| 7.                                  | 2007-10-07 | WTA Stuttgart    | hardcourt (i) | Chan Yung-jan           | Květa Peschke Rennae Stubbs           | 7-6, 6-7, [2-10] | details |
| verloren finales gemengd dubbelspel |            |                  |               |                         |                                       |                  |         |
| 1.                                  | 2009-01-09 | Hopman Cup       | hardcourt (i) | Marat Safin             | Dominika Cibulková Dominik Hrbatý     | 0–2              | details |

## Resultaten grote toernooien
| Legenda | Legenda                          |
| ------- | -------------------------------- |
| g.t.    | geen toernooi gehouden           |
| l.c.    | lagere categorie                 |
| –       | niet deelgenomen                 |
| G       | uitgeschakeld in de groepsfase   |
| 1R      | uitgeschakeld in de eerste ronde |
| 2R      | uitgeschakeld in de tweede ronde |
| 3R      | uitgeschakeld in de derde ronde  |
| 4R      | uitgeschakeld in de vierde ronde |
| KF      | uitgeschakeld in de kwartfinale  |
| HF      | uitgeschakeld in de halve finale |
| F       | de finale verloren               |
| W       | het toernooi gewonnen            |
| w-v     | winst/verlies-balans             |

### Enkelspel
| toernooi                     | 2002 | 2003 | 2004 | 2005 | 2006 | 2007 | 2008 | 2009 | 2010 | 2011 | w-v    |
| ---------------------------- | ---- | ---- | ---- | ---- | ---- | ---- | ---- | ---- | ---- | ---- | ------ |
| grandslamtoernooien          |      |      |      |      |      |      |      |      |      |      |        |
| Australian Open              | –    | 1R   | 3R   | 2R   | 2R   | 3R   | 1R   | F    | 4R   | 1R   | 15-9   |
| Roland Garros                | –    | 1R   | 2R   | 1R   | KF   | 4R   | F    | F    | 1R   | –    | 20-8   |
| Wimbledon                    | –    | 1R   | 1R   | 3R   | 3R   | 2R   | 3R   | HF   | –    | –    | 12-7   |
| US Open                      | 2R   | 4R   | 1R   | 1R   | KF   | 4R   | HF   | 3R   | 1R   | –    | 18-9   |
| winst-verlies                | 1-1  | 3-4  | 3-4  | 3-4  | 11-4 | 9-4  | 13-4 | 19-4 | 3-3  | 0-1  | 65-33  |
| WTA Tour Championships       |      |      |      |      |      |      |      |      |      |      |        |
| WTA Tour Championships       | –    | –    | –    | –    | –    | –    | G    | G    | –    | –    | 0-4    |
| Premier Mandatory            |      |      |      |      |      |      |      |      |      |      |        |
| Indian Wells                 | –    | 1R   | –    | 3R   | KF   | 3R   | 3R   | KF   | –    | 4R   | 12-7   |
| Miami                        | –    | 2R   | 2R   | 2R   | 2R   | 4R   | KF   | 3R   | –    | 2R   | 8-8    |
| Madrid                       | g.t. | g.t. | g.t. | g.t. | g.t. | g.t. | g.t. | W    | 1R   | 2R   | 6-2    |
| Peking                       | g.t. | g.t. | l.c. | l.c. | l.c. | l.c. | l.c. | 2R   | 1R   | –    | 1-2    |
| Premier Five                 |      |      |      |      |      |      |      |      |      |      |        |
| Dubai                        | l.c. | l.c. | l.c. | l.c. | l.c. | l.c. | l.c. | 2R   | –    | –    | 0-1    |
| Rome                         | –    | 2R   | 2R   | –    | F    | KF   | –    | W    | 2R   | –    | 14-5   |
| Cincinnati                   | g.t. | g.t. | l.c. | l.c. | l.c. | l.c. | l.c. | F    | 2R   | –    | 5-2    |
| Montréal/Toronto             | –    | –    | –    | 2R   | HF   | 3R   | W    | 2R   | 3R   | –    | 13-5   |
| Tokio                        | –    | –    | –    | –    | –    | –    | W    | 2R   | 1R   | –    | 4-2    |
| Voormalige Tier I-toernooien |      |      |      |      |      |      |      |      |      |      |        |
| Charleston                   | –    | –    | –    | –    | KF   | F    | 3R   | l.c. | l.c. | l.c. | 7-3    |
| Moskou                       | 2R   | 2R   | 2R   | HF   | 1R   | HF   | HF   | l.c. | l.c. | l.c. | 11-7   |
| Doha                         | l.c. | l.c. | l.c. | l.c. | l.c. | l.c. | 3R   | g.t. | g.t. | l.c. | 2-1    |
| Berlijn                      | –    | 2R   | 1R   | 2R   | KF   | KF   | W    | g.t. | g.t. | g.t. | 13-5   |
| San Diego                    | l.c. | l.c. | –    | 3R   | 1R   | 3R   | g.t. | g.t. | l.c. | l.c. | 3-3    |
| Zürich                       | –    | –    | –    | –    | –    | 1R   | l.c. | g.t. | g.t. | g.t. | 0-1    |
| Olympische Spelen            |      |      |      |      |      |      |      |      |      |      |        |
| Olympische Spelen            | g.t. | g.t. | –    | g.t. | g.t. | g.t. | F    | g.t. | g.t. | g.t. | 5-1    |
| Statistieken                 |      |      |      |      |      |      |      |      |      |      |        |
| titels per jaar              | 1    | 1    | 0    | 2    | 0    | 1    | 4    | 3    | 0    | 0    | 12     |
| Eindejaarsranking            | 68   | 54   | 44   | 20   | 11   | 15   | 3    | 2    | 62   | 129  | n.v.t. |

### Vrouwendubbelspel
| toernooi        | 2003 | 2004 | 2005 | 2006 | 2007 | 2008 |    | 2010 | 2011 | w-v |
| --------------- | ---- | ---- | ---- | ---- | ---- | ---- | -- | ---- | ---- | --- |
| Australian Open | –    | KF   | KF   | 2R   | 3R   | 1R   | –  | 1R   | 9-6  |     |
| Roland Garros   | 1R   | 2R   | 2R   | 3R   | 3R   | 3R   | 2R | –    | 9-7  |     |
| Wimbledon       | –    | –    | 3R   | –    | 1R   | 3R   | –  | –    | 4-3  |     |
| US Open         | –    | 1R   | 1R   | F    | W    | –    | –  | –    | 11-3 |     |

### Gemengd dubbelspel
| toernooi        | 2005 | 2006 | w-v |
| --------------- | ---- | ---- | --- |
| Australian Open | –    | –    | 0-0 |
| Roland Garros   | 2R   | –    | 1-1 |
| Wimbledon       | –    | 2R   | 0-1 |
| US Open         | HF   | –    | 3-1 |